# Sporobolus pseudairoides
Sporobolus pseudairoides är en gräsart som beskrevs av Parodi. Sporobolus pseudairoides ingår i släktet droppgräs, och familjen gräs. Inga underarter finns listade i Catalogue of Life.